# Festival Accès Asie
Le Festival Accès Asie est un festival artistique interdisciplinaire, interculturel annuellement organisé au mois de mai pour fêter le mois du patrimoine asiatique à Montréal. Il a été fondé en 1995 par Janet Lumb et Bernard Nguyen. Chaque année, le festival présente les œuvres et les projets des artistes du continent asiatique et de sa diaspora, entre autres celles et ceux qui habitent le Québec et le Canada.

## Description

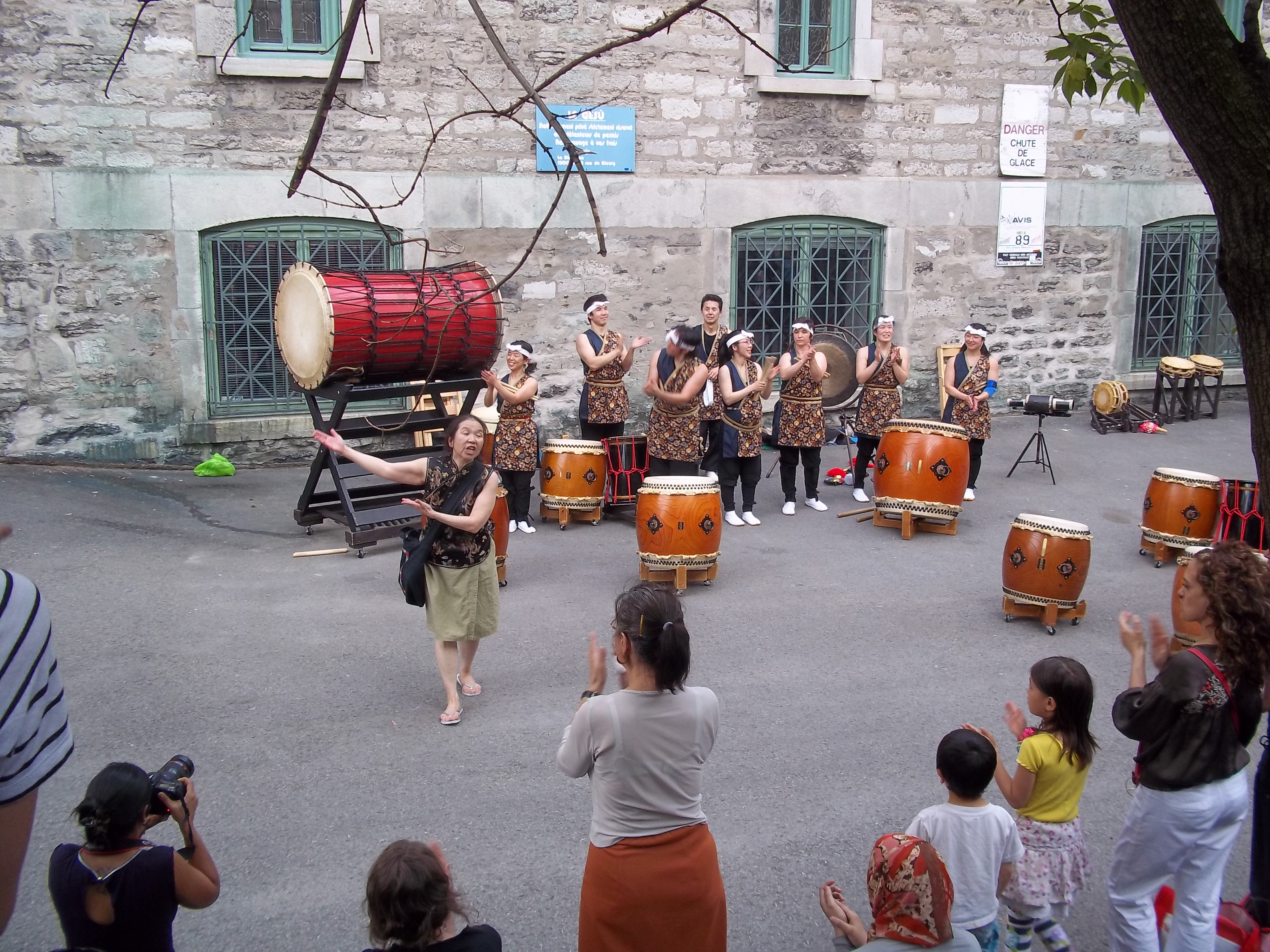
Tambours japonais, au Gesù

Basé à Montréal, le festival amplifie les voix, les pratiques et les histoires des artistes des communautés asiatiques à travers une variété de champs de pratique, incluant les arts de la scène, les arts visuels et médiatiques, les arts littéraires, les arts interdisciplinaires et les arts culinaires,.
Visant à présenter une Asie multiple et "hétérogène", le festival propose une multitude d'expériences artistiques, de manière à refléter l'ensemble du continent asiatique. Les artistes présentés sont ainsi originaires de différentes régions du continent : Asie de l'Est, Asie du Sud-Est, Asie du Sud, Asie Centrale, Caucase, et Moyen-Orient.
Le festival propose chaque année 4 semaines d'activités artistiques durant le mois de mai (spectacles, concerts, expositions, ateliers de médiation culturelle, ateliers culinaires, cabarets, activités jeunes publics etc...). Les activités ont lieu dans diverses salles et lieux artistiques de la métropole Montréalaise : Le Gesù, Atrium du Conseil des Arts de Montréal, Espace Danse Édifice Wilder, Maisons de la Culture, Sala Rossa, Cinéma Moderne, Cinéma Public, MAI (Montréal, Arts Interculturels)... Mais ont également ponctuellement lieu en extérieur. Le festival a également établi des partenariats avec d'autres diffuseurs et festivals, tant spécialisés qu'interdisciplinaires.

## Mandat
Le mandat du Festival Accès Asie est de « mettre de l’avant des voix et des pratiques asiatiques par des artistes et des créateur-rice-s asiatiques ». Ses missions sont les suivantes :
- Présenter les œuvres vibrantes et originales d'artistes professionnels asiatiques
- Favoriser l'intérêt et l'appréciation de publics diversifiés pour les pratiques des artistes asiatiques, ainsi que pour les univers culturels, les imaginaires et les récits dont ils sont imprégnés
- Soutenir un large éventail de champs de pratique, ainsi que des démarches, interdisciplinaires ou indisciplinées déployées par des artistes asiatiques
- Permettre aux artistes asiatiques d'échanger avec leurs publics, notamment à travers des activités de médiation culturelle
- Contribuer au rayonnement des pratiques des artistes asiatiques, notamment à travers la création de partenariats synergiques avec d’autres diffuseurs et festivals
- Construire des passerelles entre les artistes asiatiques, les autres communautés artistiques et le reste de la société
- Démocratiser l’accès aux œuvres artistiques, notamment par diverses démarches d’accessibilité et des projets en région
- Offrir une plateforme de diffusion aux artistes asiatiques de la relève ou en reconversion[6],[5].

## Histoire
Le Festival Accès Asie a été fondé à l'occasion du Mois du patrimoine asiatique, après le mandat établi aux États-Unis en 1976. Le réseau national des groupes et des activités pour le Mois du patrimoine asiatique possède des mandats variés, de la présentation des arts aux forums, des discussions aux hommages aux membres célèbres des communautés asiatiques du Canada. À la suite des efforts d'un mouvement basé à Toronto, le Mois du Patrimoine Asiatique entre en application au Canada en 1993, et dispose dès lors d'une certaine influence à Montréal.
Le Festival Accès Asie, anciennement Festival du Patrimoine Asiatique, a été fondé en 1995, et est aujourd'hui considéré comme le plus ancien festival consacré à la promotion du Mois du patrimoine asiatique au Canada. En tant que festival d'arts multidisciplinaires asiatiques, le Festival a joué un rôle déterminant dans la création d'un réseau du Mois du patrimoine asiatique au Canada. D'autres structures dédiées au Mois du Patrimoine Asiatique ont notamment été fondées à Vancouver, Edmonton, Calgary, ou encore Winnipeg.

### Dates et faits marquants
- 1995 : Fondation du festival par Janet Lumb et Bernard Nguyen afin de souligner le mois du patrimoine asiatique
- 2002 : Reconnaissance du mois de mai comme mois du patrimoine asiatique à l'échelle nationale[1]
- 2004 : Adoption par la ville de Montréal de la résolution CM04 0241 qui proclame le mois de mai comme mois du patrimoine asiatique[15]
- 2012 : Khosro Berahmandi, artiste visuel d'origine iranienne, devient le directeur artistique du festival [16]
- 2018 : Adoption par l'Assemblée nationale du Québec d'une motion selon laquelle le mois de mai est le mois du patrimoine asiatique[17]
- 2022 : Nomination du festival comme finaliste du Grand Prix du Conseil des arts de Montréal[18]
- 2022 : Nomination de Khosro Berahmandi comme récipiendaire du Prix Charles Biddle, pour son engagement artistique et son aide auprès des communautés asiatiques depuis son arrivée au Canada[19]
- 2023 : Nayla Naoufal, travailleuse culturelle et commissaire libanaise, devient la directrice artistique du festival[5]
- 2025: Ziya Tabassian, percussionniste et musicien iranien, devient le directeur artistique du festival

## Autres Activités
Si le festival du mois du patrimoine asiatique (en mai) est son événement majeur, le festival déploie par ailleurs sa mission à différentes échelles (provinciale, nationale et internationale) grâce à des projets spéciaux qui lui permettent d’étendre ses activités au-delà du mois de mai, et de tisser des liens au sein des communautés asiatiques et avec les autres communautés à travers le Québec et le Canada.

### Fleur de lys, fleur de thé
Fleur de lys, fleur de thé est le volet régional du Festival Accès Asie. Fondé en 2018, il a voyagé dans diverses régions québécoises. Ce festival nomade présente les œuvres d’artistes asiatiques, mettant en vedette leurs histoires, leurs expériences et leurs cultures,.

### Confrontons le racisme ensemble
Confrontons le racisme ensemble est un volet du Festival Accès Asie ayant lieu à l'occasion de la Journée Internationale pour l'élimination de la discrimination raciale et de la Semaine d'actions contre le racisme au Québec. Ce volet consiste en une série d'événements et d'activités permettant de lutter contre le racisme et la discrimination par les arts.